# José Núñez Naranjo
José Núñez Naranjo (Cazalla de la Sierra, 21 de noviembre de 1925-Sevilla, 29 de junio de 2013) fue un empresario y presidente del Real Betis Balompié entre 1969 y 1979, bajo cuyo mandato el club obtuvo la Copa del Rey de 1977.

## Biografía
José Núñez estudió en el colegio San Francisco de Paula de Sevilla y cursó estudios de Química en la Universidad de Granada, carrera que abandonó para trabajar en el negocio familiar de alcoholes. 

### Real Betis Balompié
Núñez Naranjo llegó a la junta directiva del Real Betis en 1968, con la presidencia de Julio de la Puerta. Un año después, el 3 de julio de 1969 fue elegido presidente, cuando según sus manifestaciones: "El equipo estaba en Segunda, tenía sólo cuatro mil socios y los números no salían, no podían salir de ninguna de las maneras".
Durante su presidencia, el equipo ascendió a primera división en 1971 y 1974. Una vez estabilizado en primera división logró formar, junto al secretario técnico de la entidad José María de la Concha, una plantilla destacada en la que figuraban jugadores como Julio Cardeñosa y José Ramón Esnaola, con los que conquistó la Copa del Rey de 1977. Impulsó la ampliación del Estadio Benito Villamarín, con la construcción de las tribunas de gol Norte, gol Sur y el voladizo de preferencia. Abandonó el cargo en julio de 1979. 
Falleció en 2013, momento en que figuraba como socio número uno del Real Betis.
| Predecesor: José León Gómez | 35º Presidente del Real Betis Balompié 1969-1978 | Sucesor: Juan Manuel Mauduit |